# Chordodes carmelitanus
Chordodes carmelitanus är en tagelmaskart som beskrevs av Carvalho och Renato Neves Feio 1950. Chordodes carmelitanus ingår i släktet Chordodes och familjen Chordodidae. Inga underarter finns listade i Catalogue of Life.